# Дейр-Дама
Дейр-Дама (араб. دير داما) — поселення в Сирії, що складає невеличку друзьку общину в нохії Аль-Аріка, яка входить до складу однойменної мінтаки Шагба в південній сирійській мухафазі Ас-Сувейда.